# Noorduyn
Noorduyn, parfois appelée Norduyn, Noorduyn Norseman et Noorduyn Aviation, est un fabricant canadien de produits et d'accessoires pour aéronefs, spécialisé dans les composites à haute performance.  Son siège social est situé à Montréal. Ses bureaux répartis dans le monde entier desservent les marchés de l'aviation civile et militaire. 

## Histoire
La société, originellement un constructeur d'avions, est créée à Montréal en 1933 sous le nom de Noorduyn Aircraft Limited par Robert Noorduyn et Walter Clayton. La compagnie acquiert au début 1934 l’usine Curtiss-Reid située à l'aéroport de Cartierville. En 1935, elle adopte le nom de Noorduyn Aviation et lance le Noorduyn Norseman I, qu'elle avait mis à l'épreuve depuis 1934 aux installations abandonnées de la Compagnie aérienne franco-canadienne à Pointe-aux-Trembles. 
En 1939, Noorduyn acquiert des bâtiments du chemin des Bois-Francs et ajoute à sa production des Harvard pour le compte de l'Aviation royale canadienne, l'aviation royale britannique et la force aérienne américaine. 
Noorduyn et Canadian Vickers jouent un rôle crucial dans le développement de Saint-Laurent en mettant au monde l'un des prototypes de la banlieue moderne, le quartier Norvick, qui héberge les familles des ouvriers mobilisés pour la fabrication d'aéronefs servant à la Seconde Guerre mondiale,. 
En 1940, la compagnie adopte le nom de son produit-phare, le Noorduyn Norseman. Jusqu'à 12 000 ouvriers travaillent à la construction du Harvard ou du Norseman, duquel cinq versions sont développées jusqu'en 1946. En 1946, la Canadian Car and Foundry (en) (CCF) acquiert la production du Norseman et la Vickers, celle du Harvard. 
Les droits du Norseman sont transigés à plusieurs reprises, et la production cesse en 1959.

## Produits
Noorduyn se spécialise actuellement dans les systèmes de stockage intérieur des avions commerciaux (chariots, tiroirs, inserts de four, bacs, etc.) ainsi que dans les frondes et les conteneurs destinés au transport militaire.